# غزو الأرانب (فلم)
غزو الأرانب هو فيلم كوميدي مصري من إخراج أحمد صقر. وبطولة سعيد صالح، هالة صدقي، أحمد راتب، أحمد آدم وماجدة زكي.

## نبذة
يعاني الرجل من وضعه المالي المحدود، فيقرر تربية بعض الأرانب في المخزن المسئول عنه، إلا أن الأمر يفلت من يده حينما يتضاعَف عدد الأرانب بصورة تخرج عن السيطرة.

## وصلات خارجية
- مقالات تستعمل روابط فنية بلا صلة مع ويكي بيانات
- غزو الأرانب على موقع الدهليز